# Szerkeszthető sokszögek
A matematikában szerkeszthető sokszögnek nevezzük azt a szabályos sokszöget, amely szerkeszthető körző és egyélű vonalzó használatával. Például a szabályos ötszög szerkeszthető, míg a szabályos hétszög nem.

## A szerkeszthetőség feltételei
Néhány szabályos sokszöget könnyedén megszerkeszthetünk körző és vonalzó felhasználásával; másokat nem. Ez vezetett a következő kérdéshez: Lehetséges-e minden szabályos n-szög megszerkesztése körző és vonalzó használatával? Ha nem, akkor mely n-szögek szerkeszthetők és melyek nem?
Carl Friedrich Gauss bizonyította a szabályos tizenhétszög szerkeszthetőségét 1796-ban. Öt évvel később publikálta a Gauss-ciklusok elméletét a Disquisitiones Arithmeticae című könyvében, ami lehetővé teszi egy elégséges feltétel megfogalmazását:
Ha n egy 2-hatvány és különböző Fermat-prímek szorzata, akkor a szabályos n-szög megszerkeszthető körző és vonalzó felhasználásával.
Gauss azt állította, hogy ez a feltétel szükséges is, de bizonyítását nem publikálta. A szükségesség bizonyítását Pierre Wantzel adta 1837-ben.

### Gauss elméletének részletes eredményei
Csupán 5 Fermat-prímet ismerünk:
F0 = 3, F1 = 5, F2 = 17, F3 = 257 és F4 = 65537 (A019434 sorozat az OEIS-ben)
A következő 28 Fermat-számról, F5-től F32-ig tudjuk, hogy összetettek.
Tehát az n-szög szerkeszthető, ha
n = 3, 4, 5, 6, 8, 10, 12, 15, 16, 17, 20, 24, 30, 32, 34, 40, 48, 51, 60, 64, 68, 80, 85, 96, … (A003401 sorozat az OEIS-ben),
míg az n-szög nem szerkeszthető, ha
n = 7, 9, 11, 13, 14, 18, 19, 21, 22, 23, 25, 26, 27, 28, 29, 31, 33, 35, 36, 37, 38, 39, 41, … (A004169 sorozat az OEIS-ben).

### Kapcsolat a Pascal-háromszöggel
31 olyan szám ismert, amik különböző Fermat-prímek szorzatai, és ezek megfelelnek a 31 olyan páratlan oldalszámú sokszögek oldalszámának, melyek szerkeszthetők. Ezek a 3, 5, 15, 17, 51, 85, 255, 257, … , 4294967295 (A001317 sorozat az OEIS-ben). Mint John Conway a The Book of Numbers című könyvében megjegyezte, ezek a számok, ha kettes számrendszerben írjuk őket, megegyeznek a modulo 2 Pascal-háromszög első 32 sorával, leszámítva a legfelső sort. Ez a minta itt megszűnik, mivel a 6. Fermat-szám összetett, így a következő sorok nem felelnek már meg a szerkeszthető sokszögeknek. Nem ismert, hogy léteznek-e még más Fermat-prímek, és így nem tudjuk, hogy van-e még más, páratlan oldalszámú szerkeszthető sokszög. Általában, ha x a Fermat-prímek száma, akkor 2x−1 páratlan oldalszámú szerkeszthető sokszög van.

## Általános elmélet
A később született Galois-elmélet fényében, a fenti bizonyítások alapelvei megvilágosodtak. Az analitikus geometria felhasználásából azonnal következik, hogy a szerkeszthető hosszak az adott hosszakból néhány másodfokú egyenlet megoldásával kaphatóak. A csoportelmélet terminológiájával, ezeket a hosszakat testbővítések egy olyan sorozata tartalmazza, melyeknél a bővítések foka 2. Ebből következik, hogy a szerkesztés által generált testnek az alaptest feletti foka 2-hatvány.
A szabályos n-szög szerkesztésére vonatkozó speciális esetben a kérdést tehát visszavezettük arra, hogy mikor szerkeszthető
cos(2π/n).
Ez a szám az n-edik körosztási test eleme — valójában ennek egy valódi résztestének, mely egy totálisan valós test és egy racionális számok feletti vektortér, melynek dimenziója
½φ(n),
ahol φ(n) az Euler-féle φ-függvény. Wantzel eredménye tehát abból következik, hogy φ(n) pontosan akkor 2-hatvány, ha n a fenti számok valamelyike.
Ami Gauss konstrukcióját illeti, ha a Galois-csoport 2-csoport, akkor létezik részcsoportoknak egy sorozata, melyekben az egyes részcsoportok rendje:
1, 2, 4, 8, ...
és minden részcsoport részcsoportja a rákövetkezőnek (kompozícióláncot alkotnak, csoportelméleti nyelvezettel), ami az itt szereplő Abel-csoportok esetén egyszerűen igazolható indukcióval. Tehát létezik a körosztási testben résztestek fenti tulajdonságú sorozata, azaz bármelyik résztest a megelőzőnek másodfokú bővítése. Minden ilyen test generátorai leírhatók a Gauss-ciklusok segítségével. Például n = 17-re létezik egy ciklus, amely nyolcadik egységgyökök összege, egy másik, amely negyedik egységgyökök összege, és egy harmadik, amely két másik összege, így
cos(2π/17).
Ezek mindegyike egy, az őt megelőző által meghatározott másodfokú egyenlet gyöke. Továbbá ezen egyenletek gyöke valós, tehát elvben megkapható tisztán szerkesztéssel. Ez mind amiatt működik, mert totálisan valós test felett dolgozunk.
Tehát a szerkesztést tisztán algebrai úton végigkövethettük, ez láthatóan egy megvalósítható algoritmust szolgáltatott a szerkesztésre nézve is.

## Körzővel és vonalzóval végrehajtható szerkesztések
A vonalzóval és körzővel való szerkesztés menetét minden szerkeszthető sokszögre ismerjük. Ha n = p·q ahol p = 2 vagy p és q relatív prímek, az n-szög szerkeszthető egy p és egy q-szögből.
- Ha p = 2, szerkesszünk egy q-szöget és felezzük meg az egyik középponti szögét. Ebből a 2q-szög megszerkeszthető.
- Ha p > 2, írjunk egy p és egy q-szöget ugyanabba a körbe úgy, hogy legyen egy közös csúcsuk. Mivel p és q relatív prímek, léteznek olyan a,b egész számok, hogy ap + bq = 1 teljesül. Ekkor 2aπ/q + 2bπ/p = 2π/pq. Ebből a p·q-szög szerkeszthető.

Tehát elég csak a Fermat-prímekre meghatározni a szerkesztés menetét.
- A szabályos háromszög szerkesztése egyszerű és már az ősember is ismerte.
- Szabályos ötszög szerkesztését leírta Euklidész Elemek című könyvében (kb. Kr. e. 300), és Ptolemaiosz is. (ld. ötszög)
- Noha Gauss bebizonyította hogy a szabályos 17-szög szerkeszthető, valójában nem mutatott rá konkrét szerkesztést. Az első ilyen szerkesztés Erchingeré, néhány évvel Gauss után.
- Az első megvalósított szabályos 257-szög szerkesztést Friedrich Julius Richelot adta (1832).[2]
- A szabályos 65537-szög szerkesztését Johann Gustav Hermesnek tulajdoníthatjuk (1894). A szerkesztés nagyon összetett; Hermes 10 évet töltött a 200 oldalas kézirat elkészítésével.[3]

## Más szerkesztések
Hangsúlyoznunk kell, hogy a szerkeszthetőség fogalmát, ahogyan azt a fentiekben tárgyaltuk, a körzővel és vonalzóval történő szerkeszthetőségre szorítottuk. Más szerkesztések is lehetségesek, ha megengedjük más eszközök használatát is. Az úgy nevezett neuszisz szerkesztés például engedélyezi "jelölt" vonalzó használatát. Ekkor egy szabályos hétszög szerkesztése egyszerűvé válik, noha majdnem minden sokszög továbbra is szerkeszthetetlen marad.